# Chalin (województwo wielkopolskie)
Chalin – wieś sołecka w Polsce położona w województwie wielkopolskim, w powiecie międzychodzkim, w gminie Sieraków.
Najmniejsze pod względem ludności sołectwo w gminie Sieraków. Siedziba Ośrodka Edukacji Przyrodniczej Sierakowskiego Parku Krajobrazowego.

## Nazwa
Wieś pierwotnie związana była z Wielkopolską. Ma metrykę średniowieczną i istnieje co najmniej od początku XV wieku. Wymieniona pierwszy raz w łacińskim dokumencie z 1400 jako „Thalino, Chalino, Chwalin’’, 1581 „Chalim”.

## Historia
Miejscowość była początkowo wsią szlachecką należącą do rodu Kwileckich, a później także do Śremskich, Izdbieńskich. W 1508 leżała w powiecie poznańskim Korony Królestwa Polskiego, w  parafii Sieraków.
Pierwszy zapis z 1400 odnotowuje Dobiesława z Kwilcza, Kwileckiego, który był w sporze sądowym ze Stanisławą alias Stronisławą żoną Wincentego z Krzestkowic (obecnie Krzeszkowice koło Pniew) o posag Urszuli matki Stronisławy zapisany jej na połowie części wsi Chalin. W 1527 Tomasz Śremski sprzedał z zastrzeżeniem prawa odkupu Janowi Izdbieńskiemu (z Izdebna koło Sierakowa) oraz jego spadkobiercom 6 grzywien czynszu rocznego z całych swoich częściach jakie posiadał we wsiach Śrem, Śrem Mały koło Sierakowa oraz wsi Chalin za sumę 100 grzywien. W 1560 odnotowana została droga biegnąca ze wsi Debrzno i Chalin do miasta Sierakowa. W 1581 przy opisie granic wsi Kurnatowice z Górą, Chalinem i Kwilczem wymieniono m.in. ostrowy od strony Chalina.
Wieś odnotowano w historycznych rejestrach poborowych. W 1577 pobór podatkowy zapłacił Maciej Śremski. W 1580 Maciej ten zapłacił pobór od jednego zagrodnika, jednego najemnego robotnika zwanego ratajem z dwoma pługami, a także od młyna korzecznego. W 1581 odnotowano pobór z 2 łanów.
W XVI w. własność Tomasza Śremskiego, w XIX w. – Kurnatowskich.
Wieś szlachecka Chalino położona była w 1580 roku w powiecie poznańskim województwa poznańskiego w Rzeczypospolitej Obojga Narodów.
W wyniku II rozbioru Rzeczypospolitej w 1793, miejscowość przeszła w posiadanie Prus i jak cała Wielkopolska znalazła się w zaborze pruskim. W okresie Wielkiego Księstwa Poznańskiego (1815–1848) miejscowość należała do wsi większych w ówczesnym pruskim powiecie Międzyrzecz w rejencji poznańskiej. Folwark Chalin należał do okręgu kwileckiego tego powiatu i stanowił odrębny majątek, którego właścicielem był wówczas Kurnatowski. Według spisu urzędowego z 1837 roku wieś liczyła 103 mieszkańców, którzy zamieszkiwali 8 dymów (domostw).
W początkach XX w. do 1939 roku wieś należała do Antkowskich. W latach 30. XX w. majętność oddano w dzierżawę. W 1939 roku dzierżawcą był Zurcher. Od ok. 1950 roku własność PGR-ów. W latach 60. część budynków folwarcznych i mieszkalnych, po zdewastowaniu, została rozebrana.
W latach 1975–1998 miejscowość administracyjnie należała do województwa poznańskiego.
Od 1992 roku w zasobach AWRSP, a w 1993 roku sprzedany.

## Zabytki

### Zespół dworsko-folwarczny
W skład wchodzą:
a. Dwór (o skromnych cechach klasycystycznych) zbudowany został ok. poł. XIX wieku dla ówczesnego właściciela wsi, jak również działacza niepodległościowego Apolinarego Kurnatowskiego. Rozbudowany został prawdopodobnie w początku XX wieku. Najnowsze badania potwierdzają, że dwór w swych zrębach sięga początków XVII, a może nawet XVI wieku.
- murowany w XVIII w.,
- przebudowany ok. poł. XIX,
- remontowany 1987 i 1996–1997,

b. park krajobrazowy, koniec XIX,
Właścicielem dworu, parku i terenu przyległego jest Zespół Parków Krajobrazowych Województwa Wielkopolskiego.
folwark
c. murowana chlewnia pracowników folwarku, 4. ćwierć XIX wieku,
d. stodoła (obecnie owczarnia), murowana w 1866, przebudowana w 1965 roku,
e. stodoła murowana w 1907 roku.
Folwark jest własnością prywatną.

## Turystyka
Ze względu na bardzo atrakcyjne położenie wsi na terenie Sierakowskiego Parku Krajobrazowego, przez miejscowość przebiega mnóstwo pieszych i rowerowych szlaków turystycznych.

### Szlaki piesze
- III czarny szlak pieszy PTTK: Kwilcz → Rozbitek → Chalin → Kłosowice (16 km)
- Szlak pieszy PTTK niebieski: (...) →→ Międzychód → Bielsko → Ławica → Chalin – Góra → Sieraków → przez Wartę → Bucharzewo →→ (...)
- Piesze szlaki „międzychodzkie” – żółty: Sowia Góra → Międzychód → Zatom Stary → Ławica → Chalin → Prusim → „Dolina Kamionki” → Łowyń → Wierzbno (68,6 km)

### Szlaki rowerowe
- Szlak Stu Jezior: czarny (R-8): Międzychód → Bielsko → jez. Koleńskie → Kolno → Kamionna → Prusim → Chalin → jez. Wielkie → Sieraków – Lesionki – Ryżyn → Chrzypsko Wielkie → Łężeczki → Białokosz → Gnuszyn → Szamotuły →→ (...)

### Ścieżki dydaktyczne
Z Chalina wychodzą 3 ścieżki dydaktyczne:
- „Jary koło Chalina”,
- „Nad Jeziorem Małym w Chalinie”,
- „Ścieżka dydaktyczna w parku dworskim w Chalinie i nad Jeziorem Śremskim”.

### Ośrodek Edukacji Przyrodniczej
We wsi funkcjonuje Ośrodek Edukacji Przyrodniczej. W jego ramach w 2017 otwarto obserwatorium astronomiczne (w 2014 utworzono tu Ostoję Ciemnego Nieba). Obserwatorium służyć ma edukacji dzieci i młodzieży, otwartym imprezom astronomicznym i badaniom naukowym. Zawiera zdalnie sterowany teleskop do astrofotografii, zestaw innych teleskopów i ręcznie sterowany teleskop Newtona.

## Demografia
Według danych Urzędu Gminy w Sierakowie, na dzień 1 października 2010 r. Chalin zamieszkiwały 23 osoby. Powierzchnia wsi wynosi 6,38 km², co daje średnią gęstość zaludnienia rzędu 3,6 os. na km² w 2010 r. Chalin jest najmniejszą pod względem liczby mieszkańców wsią gminy.
| Rok     | 1970 | 1978 | 1998 | 1999 | 2008 | 2010 |
| ------- | ---- | ---- | ---- | ---- | ---- | ---- |
| Ludność | 65   | 43   | 27   | 24   | 24   | 23   |